# Киримбет
Киримбе́т (каз. Қырымбет) — село у складі району імені Габіта Мусрепова Північноказахстанської області Казахстану. Адміністративний центр Киримбетського сільського округу.
Населення — 30 осіб (2021; 291 у 2009, 545 у 1999, 961 у 1989).
Національний склад станом на 1989 рік:
- казахи — 74 %.